# 初穂商事
初穂商事株式会社（はつほしょうじ、英: Hatsuho Shouji Co., Ltd.）は、愛知県名古屋市中区に本社を置く鉄鋼および建設資材の専門商社。

## 沿革
- 1946年（昭和21年）2月1日 - 創業[1]。
- 1958年（昭和33年）12月18日 - 初穂商事株式会社として設立[2]。
- 1995年（平成7年）1月27日 - 日本証券業協会（現・ジャスダック）に株式を店頭登録[2]。
- 2004年（平成16年）12月 - ジャスダック証券取引所に株式を上場[2]。
- 2006年（平成18年）4月 - 子会社のオカダコーポレーション株式会社の全株式を売却[2]。
- 2012年（平成24年）3月 - 子会社の大橋鋼業株式会社を解散[2]。
- 2017年（平成29年）6月 - 子会社である株式会社タンポポホームサービスの清算結了[2]。同月、株式会社アイシンと資本業務提携契約を締結し、発行済株式総数の25%を取得[2]。
- 2019年（令和元年）10月 - 株式会社アイシンの発行済株式総数のうち49.6%を追加取得し、子会社化[2]。
- 2022年（令和4年）4月 - 市場区分の見直しにより、東京証券取引所JASDAQ市場からスタンダード市場に移行[2]。

## 事業所
- 本社（愛知県名古屋市中区）
- 営業所
  - 熱田・名港・小牧・春日井・豊橋・静岡・富山・金沢・大阪・岡山・福山・広島・四国・福岡・北関東・横浜・千葉・東京・長野・長岡・新潟[3]

## 関連会社
- 株式会社アイシン[2]
- アイエスライン株式会社[2]